# 倪克斯
倪克絲（直译：“夜”）在希腊神话中是代表黑夜的女神，也是希臘神话中的原始創世神之一。盖亚的姐妹。
在罗马神话中她的名字为諾克斯（拉丁語：Nox）。也有尼克斯、紐克斯、努克斯等其他翻譯名字。

## 神谱
在赫西俄德的《神谱》中，她是混沌之神—卡俄斯的女儿，是一位身披黑衣的女神。她与自己的哥哥厄瑞波斯（黑暗）生下了埃忒耳（太空）和赫墨拉（白昼），然后她自己又生育了摩墨斯（嘲笑）、波诺斯（辛劳）、摩罗斯（命运）、桑納托斯（死亡）、希普诺斯（睡眠）、奧涅伊洛斯（梦），以及赫斯珀里得斯（黃昏）、克厉（幽冥使者）、命運三女神、克蕾絲（惡靈）、涅梅西斯（復仇）、阿帕忒（欺騙）、菲羅忒斯（友谊）、革剌斯（年岁）以及厄里斯（不和），卡戎（忘川摆渡者），黑卡蒂（魔法女神）

## 神话与文献记载
妮克斯居住在冥界入口或冥河處的一座陽光永遠照射不到的陰暗宫殿中，她每天都要通过西门，手托睡神许普诺斯和死神塔納托斯离开冥界，将夜幕降临到整个世界。在希腊悲剧中，妮克斯生有一对翅膀，身穿闪耀着星光的黑衣，乘着马车在夜空中飞驰。在特洛伊城祭坛的邊缘装飾上，妮克斯被描绘成一个手持球体的黑衣少妇。在古希腊艺术的瓶绘中，妮克斯则是怀抱着幼年时期的死神和睡神的年轻妇女。
俄耳甫斯主义的秘密教派认为黑夜女神就是宇宙最初的本源，並且與死神相近。在记载了俄耳甫斯神谱的《圣辞》中，倪克斯（妮克斯）被视作三相女神，同时拥有三种不同的身份，她可以是必然定数女神—阿南刻（Ananke），也可以是自然法则女神—阿德剌斯忒亚（Adrasteia）以及因果命运女神—赫玛墨涅（Heimarmene）。
荷马的神话史诗《伊利亚特》中记载，能够降伏一切的妮克斯是一位具有威力的女神，是连众神之王—宙斯都得另眼相看的强大女神（在赫西俄德所著的《神谱》中说黑卡蒂和海克力士同样也是宙斯所敬重的对象）。天后赫拉指使睡神许普诺斯让宙斯陷入沉睡，因此误了大事，宙斯在一气之下决定废黜睡神，然而睡神慌忙躲入了母亲的怀抱中，才得以幸免于难。因为黑夜女神对凡人和神祇都有着不可抗拒的约束力，所以宙斯都对她心生畏惧，不敢得罪。

## 大眾文化
- 輕小說《加速世界》－「四聖」之一，鎮守於代代木公園地下大迷宮的神獸級公敵。
- 夜之屋，吸血鬼們崇拜的女神。
- 女神異聞錄3最終BOSS，被稱為集體意識的集合體，會導致地球上所有生物的死亡。